# Sulcia
Sulcia là một chi nhện trong họ Leptonetidae.